# Barkkornlav
Barkkornlav (Lopadium disciforme) är en lavart som först beskrevs av Flot., och fick sitt nu gällande namn av Kullh. Barkkornlav ingår i släktet Lopadium och familjen Pilocarpaceae.  Arten är reproducerande i Sverige. Inga underarter finns listade i Catalogue of Life.